# Clavulina caespitosa
Clavulina caespitosa é uma espécie de fungo pertencente à família Clavulinaceae.